# La venerable madre Jerónima de la Fuente
La venerable madre Jerónima de la Fuente es un retrato pintado al óleo sobre lienzo por Velázquez en 1620. Existen dos versiones con ligeras variantes, ambas procedentes del convento de Santa Isabel de los Reyes de Toledo de donde salieron en 1931, una conservada en el Museo del Prado de Madrid (España) desde 1944 y la restante en colección particular madrileña.

## Historia del cuadro
El ejemplar propiedad del Museo del Prado estuvo atribuido a Luis Tristán hasta que en 1926, al procederse a una limpieza con destino a una exposición, apareció la firma «diego Velazquez.f.1620». El segundo, solo diferente en la posición del crucifijo que sostiene la monja, de cara a la monja en el Prado y ladeado en el de colección privada, fue descubierto poco después en el mismo convento por el restaurador del Museo del Prado, Jerónimo Seisdedos. En una limpieza posterior de este ejemplar apareció una firma idéntica a la del primer ejemplar, apócrifa según el estudio técnico efectuado en el Museo del Prado.
Ambos cuadros llevaban una filacteria que salía de cerca de la boca de la monja y que fue borrada en el ejemplar del Prado poco después de su ingreso en el museo, por haberse considerado un añadido posterior, lo que se ha demostrado falso, pero no se ha podido recuperar tras la última restauración. En el ejemplar de la colección Fernández de Araoz, que aún la conserva, se puede leer la inscripción: «SATIABOR DVM GLORI...FICATVS FVERIT» (En su gloria está mi verdadera satisfacción, aludiendo a la del Crucificado que era una de las devociones particulares de la monja). En la parte superior otra inscripción dice: «BONVM EST PRESTOLARI CVM SILENTIO SALVTARE DEI» (Es bueno esperar en el silencio la salvación de Dios). Y al pie, a los lados de la monja, una tercera inscripción, indudablemente posterior, pues alude a la fundación que se disponía a emprender en el momento en que fue retratada, aclara la personalidad de la religiosa y las circunstancias por las que llegó a Sevilla en junio de 1620, donde permaneció por espacio de tres semanas —en las que hubo de ser retratada por Velázquez— camino de las Filipinas, a donde llegó en agosto de 1621:

Este es verdadero Re / trato de la Madre / Doña Jerónima de la Fuente, / Relixiosa del Con/ vento de Sancta ysabel de / los Reyes de T./ Fundadora y primera Ab / badesa del Convento S. / Clara dela Concepción / de la primera regla de la Ciu/ dad de Manila en filipin / nas. Salio a esta fundación de / edad de 66 años martes / veinte y ocho de Abril de / 1620 años. Salieron de / este convento en su compa / ñía la madre Ana de / Christo y la madre Leo / nor de sanct francisco. / Relixiosas y la herma / na Iuan de sanct Antonio / novicia. Todas personas / de mucha importancia / Para tan alta obra.

Una tercera versión de medio cuerpo, con el crucifijo en la posición del ejemplar del Museo del Prado, dada a conocer por August L. Mayer y conservada en la Apelles Collection de Londres, podría haber sido adquirida en Madrid o en Sevilla por lord St. Helens, embajador británico en España entre 1791 y 1794. Su autografía ha sido defendida por Zahira Véliz, conservadora de la colección, quien la presentó como la primera versión tomada del natural, dado su menor tamaño, y ha sido fuertemente contestada por Enriqueta Harris y Jonathan Brown, para quienes se trataría de una copia poco sutil y quizá de Tristán.

## Descripción del cuadro

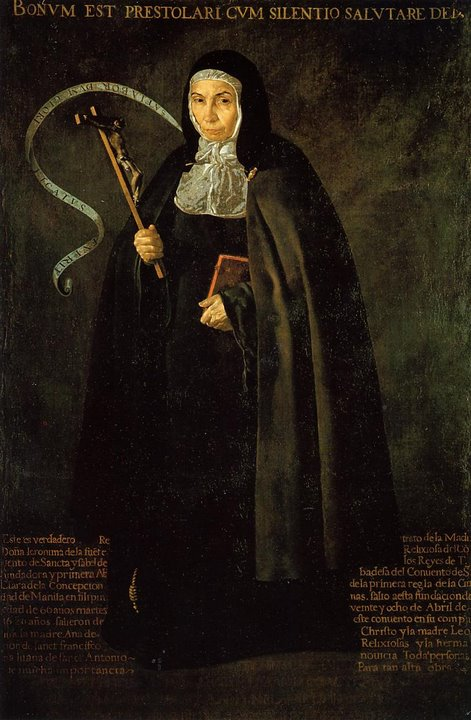
Ejemplar de la colección Fernández de Araoz de Madrid.

El cuadro representa a Jerónima de la Asunción, fundadora y primera abadesa del convento de Santa Clara de la Concepción de Manila en las Islas Filipinas, como indica la inscripción de la parte inferior. 
La monja aparece en pie, llenando con su sola presencia un espacio desnudo, sin más notas de color que la carnación de los labios y el rojo del filo de las hojas del breviario cerrado que recoge bajo el brazo izquierdo; viste el hábito marrón propio de las clarisas apenas diferenciado del fondo, sequedad que obliga a dirigir la vista al rostro duro de la monja, con su fija mirada escrutadora, en la que se evidencia la fortaleza de carácter de quien a edad avanzada iba a emprender con ánimo misionero un viaje a tierras remotas de las que nunca regresaría. La luz dirigida, con técnica que es todavía la propia del tenebrismo, resalta la dureza y las arrugas de manos y rostro. La visión elevada del suelo parece indicar que Velázquez desconoce el modo de resolver la perspectiva lineal, o que conociéndola ha decidido no usarla. Sin embargo muestra ya sus maneras en los pequeños detalles, como las arrugas de la blanca toca y la cinta que sobre el pecho sujeta el manto, resuelta con algunos trazos escurridos que terminan antes de alcanzar la hebilla, demostrando como el joven pintor había ya entendido que la verdadera aprehensión de la realidad en la pintura no está en la meticulosa imitación de la naturaleza de las cosas, sino en su realidad óptica, donde la vista se engaña.
Tanto la versión del Prado como la de colección han sido estudiadas en el laboratorio del museo, confirmando la segura atribución de los dos ejemplares. El de la colección Araoz muestra una técnica más rápida, con el pincel menos cargado de pintura, pero con pinceladas muy similares en ambos. El crucifijo se pintó inmediatamente en su actual estado, sin haber sufrido retoques, al contrario que en el óleo del Prado en el que Velázquez hizo ligeros reajustes posicionales en la mano que lo agarra. La firma en el cuadro de la colección Araoz —que no se indicó en la primera limpieza— se demuestra apócrifa. La filacteria del Prado no debió eliminarse pues se comprueba su presencia desde el origen.